# فيلي هورن
فيلي هورن (بالألمانية: Willi Horn)‏ هو راكب الكنو ألماني، ولد في 17 يناير 1909 في برلين في ألمانيا، وتوفي في 31 مايو 1989.

## وصلات خارجية
- ويلي هورن على موقع اللجنة الأولمبية الدولية (الإنجليزية)
- ويلي هورن على موقع أوليمبيديا (الإنجليزية)